# Jangamanahalli, Bangarapet
Jangamanahalli là một làng thuộc tehsil Bangarapet, huyện Kolar, bang Karnataka, Ấn Độ.